# Fotorecht
Als Fotorecht bezeichnet man die Summe mehrerer Teilbereiche der Rechtswissenschaft und -praxis, die sich mit der Aufnahme, Gestaltung und Verwertung von Fotografien beschäftigt. Das Fotorecht regelt zudem das Verhältnis zwischen Bildanbieter und Bildverwerter. Es befasst sich darüber hinaus mit den Rechten an den fotografierten bzw. zu fotografierenden Motiven, die ihrerseits durch Urheber-, Marken- oder Persönlichkeitsrechte geschützt sein können, sowie mit Fragen des Hausrechts.
Wesentliche Bestandteile des Fotorechts sind das Urheber- und Leistungsschutzrecht an Fotografien (Lichtbilder und Lichtbildwerke) sowie das Recht am eigenen Bild (auch Bildnisrecht genannt, §§ 22, 23 KUG).